# Kemuning (Kramat)
Kemuning is een bestuurslaag in het regentschap Tegal van de provincie Midden-Java, Indonesië. Kemuning telt 3093 inwoners (volkstelling 2010).